# Eva-Maria Hatzl
Eva-Maria Hatzl (* 27. April 1953 in Wien) ist eine österreichische Beamtin und Politikerin (SPÖ). Sie war von November 2014 bis November 2015 Bezirksvorsteherin von Simmering.

## Werdegang
Hatzl ist beruflich seit 1971 in der Bezirksvorstehung Favoriten tätig und arbeitet seit 1990 in der SPÖ Simmering mit. Sie wurde 1996 zur Personalvertreterin des „Dienststellenausschusses 131 - MBA + BV“ gewählt und engagiert sich seit 1998 zudem als Sektionsleiterin der Sektion 14 in der SPÖ Simmering. Zwischen dem Jahr 2001 und dem 25. März 2009 war Hatzl Bezirksrätin in Simmering, wo sie unter anderem auch die Funktion der Vorsitzenden des Bezirksausschusses ausübte. 
Hatzl folgte am 26. März 2009 der verstorbenen Rosemarie Polkorab als Landtagsabgeordnete und Gemeinderätin nach. Zudem übernahm Hatzl am 18. März 2009 die Funktion der Vorsitzenden der SPÖ-Frauen Simmering. Hatzl engagiert sich zudem seit 1995 als Vorstandsmitglied der Volkshilfe Wien und ist seit 1999 Vorsitzende der Volkshilfe Simmering. 
Hatzl war nach ihrem Ausscheiden aus dem Landtag und Gemeinderat von 21. November 2014 bis 30. November 2015 Bezirksvorsteherin von Wien-Simmering.
Eva-Maria Hatzl war mit dem verstorbenen ehemaligen Landtagspräsidenten Johann Hatzl verheiratet.